# Agencija za znanost i visoko obrazovanje
Agencija za znanost i visoko obrazovanje (skr. AZVO) je hrvatsko nacionalno javno tijelo nadležno za osiguravanje kvalitete u znanosti i visokom obrazovanju.
Specijalizirana je ustanova koju je uredbom osnovala Vlada Republike Hrvatske radi provođenja stručnih poslova pri vrednovanju znanstvene djelatnosti i visokog obrazovanja te obavljanja poslova vezanih uz priznavanje diploma i kvalifikacija.

## Osnutak i pravna podloga
Agencija je osnovana Uredbom Vlade Republike Hrvatske dana 15. srpnja 2004. godine i registrirana pri Trgovačkom sudu u Zagrebu dana 8. ožujka 2005. godine. 
Poslovi u nadležnosti Agencije propisani su Zakonom o osiguravanju kvalitete u znanosti i visokom obrazovanju (Narodne novine br. 45/09), Zakonom o znanstvenoj djelatnosti i visokom obrazovanju (Narodne novine br. 123/03, 105/04, 174/04, 2/07 i 46/07) i Zakonom o priznavanju inozemnih obrazovnih kvalifikacija (Narodne novine br.158/2003, 198/2003, 138/2006 i 045/2011).

## Zadaće
Zadaće Agencije su:
I. VANJSKO OSIGURAVANJE KVALITETE U ZNANOSTI I VISOKOM OBRAZOVANJU
- Reakreditacija
- Tematsko vrednovanje 
- Inicijalna akreditacija
- Opravdanost javnog financiranja novih studijskih programa javnih sveučilišta
- Znanstveni centri izvrsnosti
- Vanjska neovisna periodična prosudba sustava osiguravanja kvalitete visokih 
učilišta (AUDIT)
II. POTPORA AZVO-a STRATEŠKIM I STRUČNIM TIJELIMA U SUSTAVU ZNANOSTI I VISOKOG OBRAZOVANJA
- Nacionalno vijeće za znanost, visoko obrazovanje i tehnološki razvoj
- Vijeće veleučilišta i visokih škola
- Matični odbori
- Matična povjerenstva
- Odbor za etiku u znanosti i visokom obrazovanju
- Nacionalno vijeće za razvoj ljudskih potencijala
III. PRIJAVE ZA UPIS NA STUDIJSKE PROGRAME VISOKIH UČILIŠTA U HRVATSKOJ
- Središnji prijavni ured
IV. PRIZNAVANJE INOZEMNIH VISOKOŠKOLSKIH KVALIFIKACIJA
- Nacionalni ENIC/NARIC ured 
- Priznavanje inozemnih visokoškolskih kvalifikacija

## Vanjske poveznice
- Službene stranice